# Michael Bakker
Michael Bakker (Amsterdam, 11 juli 1966) is een Nederlands radio-diskjockey, zanger, radiopresentator en media-ondernemer. Hij hoort bij de stichtende leden van Radio 192 en Radio Mi Amigo 192.

## Carrière
Bakkers carrière begon eind jaren '70 op diverse Amsterdamse FM-piratenzenders en later ook op piratentv. Voor de NTS maakte hij onder meer het educatieve programma School-TV. De AVRO benaderde hem voor de jongerenomroep Minjon, waar hij na een volledige mediascholing werkzaam was als televisieregisseur en -producent voor zowel radio- als televisieprogramma’s.
Voor de AVRO produceerde hij onder meer de programma's Pauze TV en Villa Borghese. In dienst van de NCRV regisseerde hij Willem Wever. Later stond hij aan de basis van het RTL 4-programma Eigen Huis & Tuin. Voor SBS6 bedacht en produceerde hij onder andere Klussen met Kijkers, Wonen met Kijkers en Tuinieren met Kijkers.
Daarnaast werkte Bakker samen met Tineke de Nooij voor RTL 4 en met Ad Bouman voor Radio Gooiland. In 2001 richtte hij samen met Bouman en Eddy Becker het radiostation Radio 192 op, dat in 2003 de uitzendingen moest staken. In 2002 werd Bakker genomineerd als 'Radio Man van het Jaar 2002'. Zijn ochtendradioprogramma stond in november 2001 op de tweede plaats in de lijst van populairste ochtendprogramma's in Nederland.
In 2005 startte hij samen met Martien Engel en Rob Olthof Radio Mi Amigo 192. In datzelfde jaar was hij gedelegeerd producent van de comedyserie De Garage, met onder anderen Tygo Gernandt en Carry Tefsen. Hij was programmaleider bij het station tot maart 2006, toen Hendrik van Nellestijn hem opvolgde. In mei 2007 beëindigde hij zijn werkzaamheden bij het station, maar in de zomer van 2008 keerde hij terug.
Vanaf juni 2007 was Bakker werkzaam bij het mediabedrijf Byteplanet.com (onder andere bekend van programma's als AstroTV) als producent. In 2009 richtte hij zijn eigen productiebedrijf op. Sindsdien produceert en regisseert hij diverse commerciële televisieprogramma's, waaronder Apotheek en Gezondheid (RTL 4), Natuurlijk Lekker Leven (SBS6), Life Is Beautiful (RTL 4), Ik Zou Wel Eens Willen Weten (RTL 4), Ondernemen met Passie (RTL 7), De Ondernemers Club (RTL 7) en Supervrouwen (RTL 7).
Het RTL 4-programma Life Is Beautiful groeide uit tot het belangrijkste project van zijn productiebedrijf Pakkend Media Produkties. Tot en met december 2020 produceerde hij hiervan meer dan 950 afleveringen. In 2015 ontving Bakker de Beauty Award, een oeuvreprijs.
Sinds 3 januari 2021 presenteert hij het programma Life Is Beautiful zelf bij RTL 4. Daarnaast keerde hij terug op de Nederlandse radio met het programma The Offshore Radio Show. Hij is tevens landelijk te horen op Radio 121, via DAB en internet.

## Trivia
- Michael Bakker heeft ook als stemacteur meegewerkt aan David de Kabouter.